# Lotta Hagerman
Lotta Hagerman, född den 23 juli 1940, är en svensk mönsterformgivare.

## Biografi
Lotta Hagerman är dotter till regissören Helge Hagerman och dansösen och skådespelaren Susanne, född Lindström, samt halvsyster till Maja Hagerman.
Hagerman utbildades vid Konstfacks textila linje 1958-1962. Hon var medlem i 10-gruppen 1970–1976. Efter det har hon ägnat sig åt måleri och litografier.
Hagerman finns representerad bland annat på Nationalmuseum, Naturhistoriska Riksmuseet, Kalmar konstmuseum,
Kulturen och Nordiska museet.
Statens konstråd har köpt verk som hänger på svenska ambassader i Berlin, Manila, Riyadh och Sofia. Lotta Hagerman återskapade dekoren på Ekotemplet i Hagaparken i Solna vid restaureringen år 1992-93.
Åren 2010–2011 deltog hon i en utställning med 10-gruppen på Dunkers kulturhus och Värmlands museum.